# Zora armillata
Zora armillata – gatunek pająka z rodziny trawnikowcowatych.

## Taksonomia
Gatunek ten opisany został po raz pierwszy w 1878 roku przez Eugène’a Simona.

## Morfologia
Samce osiągają od 3,2 do 4 mm długości ciała przy karapaksie długości od 1,5 do 1,8 mm i szerokości od 1,3 do 1,4 mm, natomiast samice osiągają od 3,8 do 6,5 mm długości ciała przy karapaksie długości od 1,8 do 2,6 mm i szerokości od 1,2 do 1,4 mm.
Ubarwienie karapaksu jest jasnożółtawe z ciemnymi liniami rozchodzącymi się promieniście z długiej, ciemnorudobrązowej jamki oraz parą wąskich, rudobrązowych przepasek podłużnych, biorących początek za oczami pary tylno-bocznej. Czarno obwiedzione oczy leżą blisko siebie i mają prawie identyczne rozmiary. Rudobrązowy nadustek nie odbiega wysokością od średnicy oczu pary przednio-środkowej. Jasnożółtawe szczękoczułki mają na przedzie dwie krótkie, ciemnobrązowe linie przy nasadzie. Rudobrązowe kropki na jasnożółtym sternum obecne są przy wszystkich biodrach. Odnóża są jasnożółtawobrązowe; dwie początkowe pary mają jednobarwnie jasne uda, brązowawe golenie i brązowo obrączkowane nadstopia. Kolejność par odnóży od najdłuższej do najkrótszej to: IV, I, II, III. Czwarta para u samca odznacza się rozproszonymi, długimi i delikatnymi włoskami na biodrach. Opistosoma (odwłok) ma wierzch jasnożółtawobrązowy z ciemnorudobrązowymi znakami, w tym lacetowatym znakiem pośrodku przodu i szewronami w tyle, spód zaś jasnożółtawobrązowy z ciemnorudobrązowym nakrapianiem.
Płytka płciowa samicy ma dużą bruzdę, przedsionek w kształcie dziurki od klucza w tyle o połowę węższy niż na przedzie, boczne krawędzie przedsionka zakrzywione ku przodowi i zbliżające się do bruzdy epigastrycznej, umieszczone w przednio-bocznych narożach otwory kopulacyjne, małe kieszonki kopulacyjne, serpentynowate przewody kopulacyjne oraz małe, zaokrąglone zbiorniki nasienne. Nogogłaszczki samca cechują się dużym, zakrzywionym i zaostrzonym wierzchołkiem odsiebnie osadzonej apofizy retrolateralnej, pośrodkowo osadzoną i hakowatą apofyzą medialną oraz długim i cienkim embolusem o zakrzywionym wierzchołku.

## Ekologia i występowanie
Pająk ten zamieszkuje stanowiska wilgotne i podmokłe, w tym mokradła i wilgotne łąki. Często towarzyszy roślinności z udziałem turzyc, kłoci i trzcin. Aktywne osobniki dorosłe obserwuje się na północy zasięgu od początku maja do końca października.
Gatunek palearktyczny, znany z Portugalii, Hiszpanii, Wielkiej Brytanii, Francji, Niemiec, Szwajcarii, Austrii, Włoch, Szwecji, Norwegii, Finlandii, Estonii, Łotwy, Polski, Czech, Słowacji, Węgier, Ukrainy, Rumunii, Bułgarii, Słowenii, Serbii, Macedonii Północnej, Grecji, europejskiej i zachodniosyberyjskiej części Rosji, Gruzji i Kirgistanu.